# Forró a levegő
A Forró a levegő a Titkolt Ellenállás zenekar 1995-ben megjelent rock kiadványa. Kétoldalas kazettán jelent meg.

## Előadók
- Mondrucz János – énekes, gitáros
- Farkas Krisztián – basszusgitáros
- Kima Norbert – dobos
- Németh Alajos – billentyűs (a lemezen közreműködik, de nem az együttes tagja)

## Számok listája

### A oldal
1. Bevezető
2. Figyelmeztetés nélkül
3. Igazi ellenség
4. Túlél a zászló
5. Régi szerelem

### B oldal
1. Gyilkosok között
2. Ki mondja ki?
3. Forró a levegő
4. Keresem az igazságot
5. Az utolsó csata (koncert)